# UFC Fight Night: Thompson vs. Neal
UFC Fight Night: Thompson vs. Neal (även UFC Fight Night 183, UFC on ESPN+ 41 och UFC Vegas 17) var en MMA-gala anordnad av UFC. Den ägde rum 19 december 2020 vid UFC APEX i Las Vegas, NV, USA.

## Bakgrund
En welterviktsmatch mellan Leon Edwards och Khamzat Chimaev var planerad att stå som huvudmatch. Den 29 november meddelades det att Chimaev hade testat positivt för covid-19 men förväntades kunna gå matchen ändå. Två dagar senare drog sig Edwards ur matchen efter att även han testat positivt. Han reagerade mycket sämre än Chimaev och uppvisade kraftiga symtom. UFC har behållit matchningen och de två förväntas mötas någon gång tidigt 2021.
Galans ursprungliga delade huvudmatch mellan Stephen Thompson och Geoff Neal var nu istället galans huvudmatch.

## Ändringar
En lättviktsmatch mellan före detta WSOF fjäderviktsmästaren Rick Glenn och Carlton Minus var planerad till galan, men Glenn drog sig ur matchen 16 december. Han ersattes av Christos Giagos som möter Minus i en catchviktsmatch vid 160 lb / 72,6 kg.

### Invägning
Vid invägningen strömmad via Youtube vägde utövarna följande:

## Resultat
1. ↑  160 lb

### Bonusar
Följande MMA-utövare fick bonusar om 50 000 USD vardera:
- Fight of the Night: Ingen utdelad
- Performance of the Night: Stephen Thompson, Rob Font, Marcin Tybura och Jimmy Flick